# Onthophagus sibiricus
Onthophagus sibiricus är en skalbaggsart som beskrevs av Edgar von Harold 1877. Onthophagus sibiricus ingår i släktet Onthophagus och familjen bladhorningar. Inga underarter finns listade i Catalogue of Life.